# Иван Мештровић
Иван Мештровић (Врпоље, 15. август 1883 — Саут Бенд, 16. јануар 1962) био је југословенски и хрватски вајар и архитекта. Дипломирао је Ликовну академију у Бечу, а затим је био професор на ликовним академијама у Загребу, Сиракузи (1947) и Саут Бенду (1955).

## Биографија
Рођен је у сеоској католичкој породици, а његова религиозност обликовала се под утицајем народне религиозности, Библије и касног Толстоја. Своје детињство провео је у селу Отавице, код Дрниша у Далмацији, одакле су му били родитељи. Док је као дете чувао овце, Мештровић је слушао епску поезију, народне песме и историјске баладе.
Према појединим изворима, Мештровић је у зрелом добу говорио својим пријатељима, да је српског порекла, јер потиче старином из Новопазарског санџака, од племена Гавриловића.  Мештровић је у националном смислу током живота имао велике промене. У доба Краљевине Србије, до 1914. је говорио (лист Штампа, 1911.): Србин и Хрват то су два имена за један народ, само што је тај народ под именом Србин боље сачувао своју индивидуалност — слободу и чежњу за слободом. Стога ми је то име милије. У доба Краљевине Југославије је био велики Југословен и унитариста, да је након 6. јануара 1929. предводио поклонствену депутацију Хрватске код краља ујединитеља. Само Хрват постаје у доба НДХ.
Харолд Билинић, каменорезац из Сплита, препознао је његов дар и узео га је за шегрта са свега шеснаест година. Његов уметнички таленат развио се гледањем знаменитих грађевина Сплита и уз помоћ Билинићеве супруге која је била професорка у средњој школи. Ускоро су пронашли једног бечког власника рудника који је финансирао Иваново пресељење и школовање у Бечу. Морао је у најкраћем року да научи немачки и да се прилагоди новој средини. Упркос бројним проблемима завршио је студије.
Своју прву изложбу приређује 1905. године у Бечу са групом Сецесија, уз приметан утицај стила Арт Нуво. Његов рад је убрзо постао популаран и Мештровић почиње да зарађује довољно за учешће на међународним изложбама, на које је путовао са својом супругом Ружом Клајн. Његов кум је био др Лаза Поповић, са којим је вајар редовно у међуратном периоду проводио Божић у Отавицама. Ту се налазио каменолом од чијег камена је Мештровић за живота исклесао свој „Маузолеј”. Тај маузолеј је био неколико километара удаљен од „родне куће”. Подигнут је на откупљеном земљишту, са каменим украсима и барељефима. Окренут је био ка истоку, а у њему су католички олтар од жућкастог камена и у поду гробна крипта.
Године 1908. сели се у Париз. Скулптуре створене у том периоду му доносе и међународну репутацију. У Београд се сели 1911, а убрзо потом у Рим, где је на светској изложби примио награду за дело Видовдански храм које је било у оквиру павиљона Србије. Тамо је провео наредне четири године проучавајући скулптуре античке Грчке.
На почетку Првог светског рата и након атентата у Сарајеву, Мештровић је покушао да се врати у Сплит преко Венеције, али га је од тог пута одвратио његов негативни став према аустроугарским властима. Током рата је учествовао на изложбама у Паризу, Кану, Лондону и Швајцарској. Био је члан Југословенског одбора.
По завршетку Првог светског рата враћа се у новоосновану Краљевину Југославију и упознаје другу љубав свог живота, Олгу Кестерчанек којом се и оженио. Имали су четворо деце: Марту, која је рођена у Бечу и Твртка, Марију и Мату, који су рођени у Загребу, где су се преселили 1922. Касније би зимске месеце проводили у својој палати у Загребу, а летње у летњој кући направљеној тридесетих година у Сплиту. Постао је професор, а касније директор Културног института у Загребу.
Иван Мештровић је извајао бројне скулптуре по наруџбини краљевске династије Карађорђевић, посебно краља Александра I Карађорђевића. Међу поруџбине краља Александра убрајају се скулптура сфинге, Милоша Обилића, Марка Краљевића, јунака косовског мита Срђа Злопоглеђа, женске пандане косовским јунацима, као и аутопортрет самог Мештровића. Већина поручених скулптура као идеолошку позадину имала је идеју интегралној југословенства. Дела се данас углавном налазе у оквиру дворског комплекса на Дедињу.
Путовања по свету су се наставила. Излагао је своја дела: у Бруклинском музеју (1924), Чикагу (1925), као и у Египту и Палестини 1927. године.
Када Мештровић долази у Америку, својим везама и познанствима му помаже научник Михаило Пупин, који у свом писму наводи да је Мештровић у практичним радовима око изложби „као мало дете”.
Због његовог става према Италији, када је осудио италијански иредентизам према Далмацији, и Немачкој, када је одбио Хитлеров позив да посети Берлин, усташе су га на кратко затвориле током Другог светског рата. Уз помоћ Ватикана се пребацио у Венецију и Рим, а касније у Швајцарску. Цела његова породица није успела да се извуче пред налетима рата — његова прва жена Ружа Клајн умрла је 1942. заједно са својом јеврејском породицом у Холокаусту. Касније, брата Петра су затвориле комунистичке власти.
Титова Југославија је позвала Мештровића да се врати, али је он одбио да живи у комунистичкој земљи. Године 1946, Универзитет у Сиракузи му је понудио место професора и он се преселио у Сједињене Америчке Државе. Још 1945. добио је америчко држављанство, а десет година касније постаје професор на Универзитету Нотр Дам.
Пре него што је умро, Мештровић се на кратко вратио у Југославију последњи пут да би посетио Алојзија Степинца, католичког кардинала који је сарађивао са усташама, и Јосипа Броза Тита.
На захтев југословенских културних посленика, послао је 59 статуа из Сједињених Држава у Југославију (укључујући и споменик Петра Петровића Његоша), а 1952. додатних 400 скулптура и различитих цртежа.
Смрт Мештровићеве деце као да је утицала и на његову. Његова кћерка Марта, која се доселила у Канаду, умрла је у 24. години 1949; његов син Твртко, који је остао у Загребу, умро је 1961. године. Мештровић је направио четири глинене скулптуре, да би обележио смрт своје деце, Марте и Твртка. Неколико месеци доцније, Иван Мештровић је умро у својој 79. години у граду Саут Бенд, у држави Индијани (САД). Његови посмртни остаци су пребачени у Отавице.
У његову част, улица у Београду названа је по њему.

## Рад
Иван Мештровић је извајао преко педесет споменика током свог двогодишњег боравка у Паризу (1908—1910). На тему боја на Косову у Паризу се родила идеја за пројекат изградње Видовданског храма чија је макета награђена у Риму. Много његових раних дела носе пансловенску ноту са циљем да се сви јужни Словени уједине.
Са стварањем прве Југославије, његов рад се преоријентише на музичке инструменте и капеле. Себе је практично оријентисао на религиозне мотиве, прављене нарочито од дрвета, под утицајима византијске и готске архитектуре. Најпознатија дела из тог периода су Распеће и Мадона; касније је био више импресиониран Микеланђелом Буонаротијем, када је правио велики број камених рељефа и портрета.
У његова најпознатија дела се убрајају:
- Гргур Нински у Сплиту
- Јосип Јурај Штросмајер у Загребу
- Захвалност Француској у Београду на Калемегдану
- Незнани јунак на Авали код Београда
- Споменик победнику на Калемегдану, Београд
- Споменик Светозара Милетића у Новом Саду
- Никола Тесла две идентичне статуе једна у Београду а друга на Нијагари
- Повијест Хрвата (оригинал је у башти Белог двора у Београду,[7][8] један бронзани одливак је испред ректората Загребачког универзитета, други у Атељеу Мештровић у Загребу, трећи у Музеју хрватских археолошких споменика као гипсани одливак и четврта је у Питсбургу као поклон исељеницима)
- Његошев маузолеј на Ловћену
- Зденац живота у Загребу
- Анђео смрти у Београду на Калемегдану тврђава (две статуе биле на кулама српског павиљона на Светској изложби у Риму 1911. године)
- Надежда Петровић у Чачку, испред Гимназије
- Маузолеј породице Рачић у Цавтату
- Црква Пресветог Откупитеља, у Отавицама (маузолеј породице Мештровић)
- Споменик Јовану Јовановићу-Змају у Сремској Каменици

Галерије са његовим делима:
- Мештровићева галерија у Сплиту, отворена после његове донације 1950, која укључује 86 статуа, 17 цртежа и осам бронзаних статуа на отвореном, 28 рељефа у дрвету.
- Меморијална галерија Иван Мештровић направљена 1973. Врпољу, његовом родном месту, са 35 радова у бронзи и камену.
- Народни музеј у Београду, који поседује споменике као што су: Милош Обилић, Косовка девојка, Краљевић Марко, Срђа Злопоглеђа, Удовица
- Народни музеј у Крушевцу има у својој сталној поставци горе споменуту макету Видовданског храма која је у музеју од 1971.
- Тејт Галерија у Лондону — Бановић Страхиња

Његово дело је и скулптура „Велика удовица” из 1908. године која је 2016. премештена из Музеја савремене уметности у Музеј историје Југославије у Београду.

## Галерија
- Победник, Београд, Калемегдан
- Споменик Петру Петровићу Његошу на Ловћену
- „Косовским осветницима“ (рељеф из 1912—1913)
- „Индијанац“ (1928, Чикаго)
- „Зденац живота“ (1905, Загреб)
- „Повијест Хрвата“ (1932, Загреб)
- Персефона (Универзитет у Сиракјузу, држава Њујорк)
- Дом ликовних умјетника у Загребу, направљен по Мештровићевом нацрту
- Маузолеј породице Рачић у Цавтату (1923)
- Петар Бериславић (1933, откривен 1938, Трогир)
- Споменик Гргуру Нинском (1929. Сплит)
- Споменик Светозару Милетићу у Новом Саду
- Анђео смрти на Калемегдану, Београд (1911)
- Милош Обилић (1908), Народни музеј (Београд)
- Сећање (1908), Народни музеј (Београд)
- Краљевић Марко на коњу 1910.
- Јован Дучић, део колекције Народног музеја
- Анђео смрти (Калемегдан)
- Анђео смрти, детаљ (Калемегдан)